# Zračna luka Hark
Zračna luka Hark (IATA kod: KHK, ICAO kod: OIBQ) smještena je na otoku Hark u Perzijskom zaljevu odnosno Bušeherskoj pokrajini na jugozapadu Irana. Nalazi se na nadmorskoj visini od 5 m. Zračna luka ima jednu asfaltiranu uzletno-sletnu stazu dužine 1805 m, a koristi se za tuzemne letove. Vodeći zračni prijevoznik koji nudi redovne letove u ovoj zračnoj luci je Iran Air.

## Vanjske poveznice
- (engl.) Iran Air: Lavan Island  Arhivirana inačica izvorne stranice od 9. listopada 2010. (Wayback Machine)
- (engl.) [neaktivna poveznica]
- (engl.) DAFIF, Great Circle Mapper: KHK